# 21703 Shravanimikk
21703 Shravanimikk è un asteroide della fascia principale. Scoperto nel 1999, presenta un'orbita caratterizzata da un semiasse maggiore pari a 2,2408910 UA e da un'eccentricità di 0,1710227, inclinata di 4,20425° rispetto all'eclittica.